# 原澄治
原 澄治（はら すみじ、1878年7月23日 - 1968年1月4日）は、岡山県児島郡藤戸村（現在の倉敷市藤戸町）出身の実業家、地方政治家。旧姓は星島。号は彰邦。倉敷市名誉市民。

## 来歴

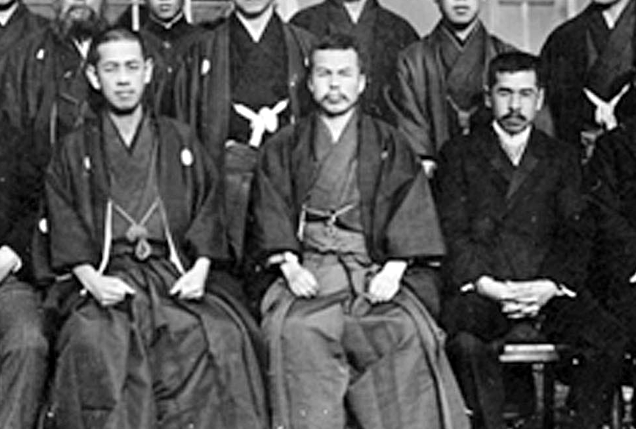
1915年、大原奨農会農業研究所にて理事長大原孫三郎（左）、化学部部長大杉繁（右）と

実業家として、倉敷紡績（クラボウ）専務、中国民報社（現在の山陽新聞社）役員を務め、大原孫三郎の右腕として実業界で活躍した。
1945年（昭和20年）に辞任するまで系列の奨農土地会長、倉敷絹織（現在のクラレ）取締役、中国信託社長、岡山合同貯蓄銀行頭取、中国銀行取締役などを兼任した。
また1912年（明治45年）から郡議、町議を務め、1918年（大正7年）から1924年（大正13年）までは倉敷町長も歴任した。
1913年（大正12年）に蔵書を寄贈し倉敷旭町小学校（後の倉敷東小学校）内に倉敷図書館を設立。
1926年（大正15年）、日本初の民間天文台、倉敷天文台を私財を投じて設立した。イギリスから輸入した中古の32cm反射望遠鏡（市指定重要文化財）が設置されたが、これは当時、国内最大級だった。また、日本の既設の天文台はすべて官営であり、限られた研究者しか使えなかったが、倉敷天文台は利用者の所属を問わない、いわば公開天文台であった。
倉敷天文台では、アマチュア天文家の本田実が活躍し、彗星をはじめとした多くの天体を発見した。
小惑星の8548 Sumiziharaは原に因んで名付けられた。